# Примално
Примално је првобитно, исконско. У психоанализи, оно што је развојно прво дато, што је настало у првобитно, митско доба човечанства или 
појединца. У том смислу се говори о прималном крику, прималној хорди, прималној сцени, прималном страху итд.